# Khu đô thị mới Songdo
Khu kinh doanh quốc tế Songdo (âm Hán Việt: Tùng Đảo) là một đặc khu "thông minh" thuộc Seoul giáp Incheon. Songdo tọa lạc trên bãi lầy khu ven biển Hoàng Hải sau được chính phủ cho bồi lên tạo diện tích mới rộng 6,1 km² và phát triển theo quy hoạch tổng thể với trị giá 35 tỷ đô-la Mỹ. Khu vực này cách trung tâm Seoul 40 dặm về hướng Tây Nam.
Trung tâm đô thị mới có đường giao thông với sân bay quốc tế Incheon và tuyến xe điện ngầm vào Seoul. Chủ đầu tư dự án Songdo là Công ty New Songdo City Development LLC, một liên doanh với tỷ lệ góp vốn 70:30 giữa Gale International và Công ty Hàn Quốc POSCO Engineering & Construction Co. Ltd. Việc xây cất bắt đầu năm 2003 và khi hoàn thành vào năm 2015 thì dự tính có 65.000 cư dân cùng công ăn việc làm cho 300.000 người ra vào mỗi ngày. Khu Songdo theo quy hoạch đã dành 40% diện tích đất cho không gian xanh cùng những biện pháp khuyến khích người đi bộ và đi xe đạp.
Songdo là nơi có các tháp chọc trời Northeast Asia Trade Tower và Incheon Tower.